# Colin Kemball
Colin Kemball (* 18. Januar 1928; † 7. April 2004 in Wolverhampton) war ein britischer Marathonläufer.
1957 wurde er Zehnter bei der Englischen Meisterschaft in 2:30:15 h. 
Im Jahr darauf wurde er mit einem Sieg beim Polytechnic Marathon in 2:22:28 h Englischer Meister. Bei den British Empire and Commonwealth Games in Cardiff wurde er für England startend Sechster und beim Košice-Marathon Vierter.
1960 wurde er Achter beim Polytechnic Marathon und Sechster bei der Englischen Meisterschaft. Bei einem Marathon in Liverpool stellte er mit 2:21:22 h seine persönliche Bestzeit auf, und in Košice wurde er erneut Vierter.
1962 kam er bei der Englischen Meisterschaft auf den vierten Platz.